# Natasha Morrison
Natasha Morrison, född 17 november 1992, är en jamaicansk friidrottare. Morrison ingick i det jamaicanska lag som tog VM-guld 2015 på 4 x 100 meter.